# Giuseppe Beltrami
Giuseppe Beltrami (Fossano, 17 gennaio 1889 – Roma, 13 dicembre 1973) è stato un cardinale, arcivescovo cattolico e diplomatico italiano, al servizio della Santa Sede.

## Biografia
Studiò al seminario di Fossano, quindi al Pontificio Ateneo Sant'Anselmo dove ottenne la laurea in teologia e in diritto canonico e infine all'Università "La Sapienza" dove si laureò in lettere.
Il 5 marzo 1916 fu ordinato presbitero a Fossano. Fu cappellano militare nella Prima guerra mondiale e proseguì fino al 1919. Entrò nel 1923 nella Biblioteca Apostolica Vaticana, da dove nel 1926 passò alla Segreteria di Stato.
Il 20 febbraio 1940 fu nominato arcivescovo titolare di Damasco e nunzio apostolico in Guatemala ed El Salvador. Fu consacrato vescovo il 7 aprile 1940 dal cardinale Luigi Maglione nella basilica romana dei Santi Ambrogio e Carlo al Corso.
Dal 1945 fu nunzio apostolico in Colombia, dal 1950 in Libano. Dal 1959 divenne internunzio apostolico nei Paesi Bassi. Partecipò al Concilio Vaticano II.
Papa Paolo VI lo elevò al rango di cardinale nel concistoro del 26 giugno 1967. Il 29 giugno dello stesso anno ricevette la diaconia di Santa Maria Liberatrice a Monte Testaccio elevata pro illa vice a titolo cardinalizio. Il 1º gennaio 1971 perse il diritto di partecipare al conclave in forza dell'entrata in vigore del limite di età.
Morì a Roma il 13 dicembre 1973 all'età di 84 anni per un'improvvisa embolia. Fu sepolto nel duomo di Fossano.

## Genealogia episcopale e successione apostolica
La genealogia episcopale è:
- Cardinale Scipione Rebiba
- Cardinale Giulio Antonio Santori
- Cardinale Girolamo Bernerio, O.P.
- Arcivescovo Galeazzo Sanvitale
- Cardinale Ludovico Ludovisi
- Cardinale Luigi Caetani
- Cardinale Ulderico Carpegna
- Cardinale Paluzzo Paluzzi Altieri degli Albertoni
- Papa Benedetto XIII
- Papa Benedetto XIV
- Papa Clemente XIII
- Cardinale Marcantonio Colonna
- Cardinale Giacinto Sigismondo Gerdil, B.
- Cardinale Giulio Maria della Somaglia
- Cardinale Carlo Odescalchi, S.I.
- Vescovo Eugène de Mazenod, O.M.I.
- Cardinale Joseph Hippolyte Guibert, O.M.I.
- Cardinale François-Marie-Benjamin Richard de la Vergne
- Cardinale Pietro Gasparri
- Cardinale Luigi Maglione
- Cardinale Giuseppe Beltrami

La successione apostolica è:
- Vescovo Miguel Angel Machado y Escobar (1942)
- Vescovo Benjamin Barrera y Reyes, M.J. (1942)
- Vescovo Raimundo María Julián Manguán-Martín y Delgado, O.P. (1944)
- Vescovo Rafael González Estrada (1944)
- Vescovo Miguel Angel García y Aráuz (1944)
- Vescovo Luis Pérez Hernández, C.I.M. (1946)
- Vescovo Camilo Plácido Crous y Salichs, O.F.M.Cap. (1947)